# Marija Osipovna Zakrevskaja
Marija Osipovna Zakrevskaja (1741 – San Pietroburgo, 28 luglio 1800) è stata una nobildonna russa.

## Biografia
Marija era la figlia del generale russo Osip Lukanovič Zakrevskij, e di sua moglie, Anna Grigor'evna Razumovskaja.  
Nel 1746, l'imperatrice Elizaveta Petrovna invitò a San Pietroburgo tutti i nipoti e le nipoti del conte Razumovskij. Furono assegnati a Madame Schmitt, la moglie del ciambellano. Non solo il conte Razumovskij, ma l'imperatrice stessa li ha amati e li ha presi sotto la sua ala protettrice, il che ha dato origine a varie voci sulla loro origine. L'imperatrice si affezionò in particolare alle sorelle Marija e Sof'ja. 

## Matrimonio
Nel 1755 Marija fu portata a corte e divenne damigella d'onore; grazie alla sua bellezza e al patrocinio della Granduchessa Ekaterina Alekseevna, sposò ben presto Lev Aleksandrovič Naryškin. Il matrimonio ebbe luogo il 22 febbraio 1758 e fu celebrato con straordinaria solennità. Il giorno prima, l'imperatrice Elisabetta ha partecipato personalmente alla festa di addio al nubilato di Marija Osipovna nel Palazzo Aničkov. Dopo il matrimonio, Marija si dedicò completamente alla vita familiare e alla sistemazione e alla gestione delle vaste proprietà del marito, senza lasciare la corte e, allo stesso tempo, utilizzando la posizione vicino all'imperatrice Caterina. Anche l'imperatore Paolo favorì la famiglia Naryškin e il 5 aprile 1797 Marija Osipovna ottenne il titolo di dama di compagnia.
Ebbero sette figli:
- Aleksandr L'vovič (1760-1826);
- Natalja L'vovna (1761-1819), sposò il conte Ivan Antonovič Sollogub, ebbero tre figli;
- Ekaterina L'vovna (1762-1820), sposò il conte Jurij Aleksandrovič Golovkin, ebbero un figlio;
- Dmitrij L'vovič (1764-1838);
- Anna L'vovna (7 maggio 1766-1826), sposò Karl Poninski;
- Marija L'vovna (1767-1812), sposò il principe Franciszek Ksawery Lubomirski, ebbero due figli;
- Elizaveta L'vovna (1770-1795).

## Morte
Morì il 28 luglio 1800 a San Pietroburgo e fu sepolta nell'Alexander Nevsky Lavra.